# Estilo cognitivo
El estilo cognitivo es, en psicología, el modo habitual de procesar la información y de utilizar los recursos cognitivos, como la percepción, la memoria y el procesamiento. El estilo cognitivo de un individuo se puede definir como el modo en que aborda sus tareas perceptuales y cognitivas.
Es muy importante la ausencia de asociación entre estilo cognitivo e inteligencia, ya que es esta ausencia de relación la que justifica la existencia de los estilos; es decir, el cociente intelectual no correlaciona con uno u otro estilo cognitivo. Lo que los estilos cognitivos explican son las diferencias individuales en la actuación de los procesos cognitivos y por ello son un componente de la personalidad.
El término fue introducido por G. W. Allport en el año 1930. Sin embargo, la investigación sobre los estilos cognitivos tuvo sus comienzos y primera base intelectual en el movimiento New Look en psicología. Pusieron de relieve el carácter bipolar de la percepción, es decir, que la percepción depende de los estímulos y de la activación de los receptores y de las zonas corticales correspondientes y de las características de la persona que percibe. Otra raíz del estudio está en la corriente psicoanalítica llamada psicoanálisis del yo. Klein introdujo el término control cognitivo para referirse al papel modulador que desempeña el yo para encontrar un ajuste entre los deseos del individuo y las restricciones que impone el mundo exterior. Así, los controles cognitivos son unos mecanismos de los que hacen uso las personas para adaptarse a su medio ambiente.
Algunos autores (como Howard Gardner), han planteado la diferencia entre estilo cognitivo y control cognitivo, aunque por lo general se utilizan como sinónimos.
El estilo cognitivo mejor estudiado, tal vez sea el de articulación de campo (dependencia/independencia de campo).

## Tipos de estilos cognitivos
Kagan, Moss y Sigel propusieron tres tipos o dimensiones de estilos cognitivos:
- Estilo descriptivo-analítico: Se caracteriza por la tendencia a dividir el estímulo en partes y luego se categorizan juntas las que presentan rasgos o propiedades comunes.
- Estilo relacional-contextual: Se caracteriza porque los elementos se agrupan y se procesan tomando como base su relación o continuidad funcional, temporal o espacial.
- Estilo categórico-inferencial: Se caracteriza porque las categorías las establece el individuo a partir de inferencias que él hace sobre los objetos que aparecen en el campo estimular, prescindiendo de sus características objetivas.

Más tarde ampliaron con un cuarto estilo:
- El compás perceptual: Kagan observó la diferencia de tiempo entres unos sujetos y otros para responder ante situaciones que tenían una respuesta incierta.

Así, definió el compás perceptual como una dimensión caracterizada en uno de sus extremos (impulsividad ), por la tendencia a responder rápidamente cuando se presenta el estímulo, mientras que en el otro extremo (reflexividad ) los individuos piensan y reflexionan antes de decidir su respuesta. Observó que los individuos descriptivos–analíticos tendían a ser más reflexivos: tardaban más en responder y cometen menos errores. Los impulsivos en cambio responden con más rapidez y cometen muchos errores. 

### Otros estilos cognitivos
- Dependencia-independencia de campo: Witkin, describe como una dimensión analítico-global caracterizada por la diferente capacidad de los individuos para sustraerse de los efectos de distracción que producen los distintos elementos que se integran en un campo estimular cuando se intenta captar la situación global en su conjunto.

Los independientes de campo son los sujetos capaces de sustraerse de los elementos distractores y poseen una mayor capacidad de análisis.
Los dependientes de campo son los que no son capaces de sustraerse del efecto de los elementos distractores y poseen una
percepción más globalizada.
Estilos descritos por Messick, propuestos por distintos autores
1. Dependencia-independencia de campo: Diferencias individuales en cuanto a la tendencia a percibir las situaciones de una manera global o a percibirlas de una manera analítica, superando la influencia del contexto.
2. Escudriñamiento: Diferencias individuales en amplitud e intensidad de la atención. El principal índice para evaluar este estilo fue el error constante en pruebas para estimar el tamaño de los objetos
3. Amplitud de categorización: Diferencias individuales en la tendencia a procesar la información en categorías más amplias en contraposición a la tendencia a procesarla en categorías de poca extensión. Las pruebas que se utilizan para la clasificación de los sujetos son tareas en las que se ha de decidir si un estímulo, verbal o figurativo.
4. Estilo de conceptualización: Diferencias individuales en tendencia a clasificar un conjunto heterogéneo de estímulos en un número amplio o reducido de categorías. Esta tendencia de los sujetos por formar muchas o pocas categorías llevó a Gardner a proponer un estilo que llamó rango de equivalencia y que después junto con Schoen llamarían diferenciación conceptual. El fundamento de este estilo tiene semejanza con el de amplitud de categorización.
5. Complejidad-simplicidad cognitiva: Diferencias individuales en tendencia a interpretar las situaciones, especialmente de tipo social, de una forma
multidimensional y abstracta en contraposición a la tendencia a interpretarlas de
manera unidimensional y concreta.
6. Reflexividad-impulsividad: Ante situaciones que tienen una respuesta incierta, unos individuos tienden a emitir con rapidez una respuesta, aunque con
frecuencia sea incorrecta, mientras que otros se toman un tiempo de reflexión antes
de decidir la respuesta.
7. Nivelamiento-agudización: Diferencias individuales en cuanto al funcionamiento de la memoria. Los niveladores asimilan y confunden sus percepciones actuales con experiencias almacenadas en la memoria, y los agudizadores distinguen la información almacenada en la memoria de la información
actual.
8. Control restrictivo-control flexible: diferencias individuales en cuanto a su dificultad o facilidad para superar las interferencias perceptivas o cognitivas. 
9. Tolerancia- intolerancia ante situaciones incongruentes o inusuales: Diferencias individuales en cuanto a su mayor o menor disposición para aceptar y
tolerar percepciones o experiencias incongruentes o inusuales con relación a lo que el
individuo sabe o conoce.

#### Agrupaciones de estilos cognitivos según Kogan
- Tipo I: Incluye aquellos estilos cuya estimación se haría en función de la corrección de las ejecuciones del individuo. Ej: dependencia de campo.
- Tipo II: Incluye los estilos cuya evaluación no se hace con relación a alguna habilidad o capacidad, sino en función de un juicio teórico de valor que hace el investigador. Ej: es preferible la complejidad a la simplicidad cognitiva.
- Tipo III: Incluye aquellos en los que no se valoran ni por la corrección de la ejecución ni por el juicio de valor que el investigador atribuye a un polo sobre el otro, sino que simplemente muestran diferencias individuales en cuanto a actuar de una determinada manera, sin reflejar diferentes niveles de capacidad. Ej: amplitud de categorización.

Cuando se habla de estilos cognitivos debemos entenderlos como dimensiones y se distribuyen como un continuo entre cuyos extremos se distribuye la población, por lo que es difícil encontrar estilos cognitivos puros, las personas se encuentran más bien en un rango intermedio. Además, las implicaciones educativas de los estilos mencionados son muy escasas a excepción de la dependencia- independencia de campo y la reflexividad-impulsividad.

#### Dependencia-independencia de campo (DIC)
Entre los distintos tipos de estilos cognitivos, la dependencia-independencia de campo (DIC) se considera el más importante desde el punto de vista del aprendizaje intelectual. Se considera tan decisivo como el CI en la eficacia del aprendizaje.
El origen de este estilo está en los trabajos de Witkin, quien observó que algunos pilotos de aviación cuando atravesaban un banco de nubes aparecían en el otro extremo volando en posición invertida sin haber sido conscientes de su cambio de posición. 
Su estudio se centró en los factores que determinan la percepción de la verticalidad en el espacio, por lo que la raíz es estrictamente perceptual,mientras que en los demás estilos la raíz está más en la consideración de la incidencia de los factores de personalidad en la percepción.
Witkin encontró que la percepción de la verticalidad dependía del modo de recibir, global o analítico, del individuo: que sean percibidos organizados como una Gestalt o se perciban de manera aislada unos de otros. Este estilo cognitivo fue descrito inicialmente como una polaridad de percepción analítico–global, es decir, en función de la mayor o menor capacidad de análisis de los elementos del campo estimular. 
Cuanto mayor es la capacidad de los individuos para sustraerse de los efectos de distracción que producen los distintos elementos que se integran en un campo estimular, es decir, menor la influencia del contexto, la percepción es más analítica: independientes de campo. Y a la inversa, cuanto menos capaces son de sustraerse del efecto de los elementos distractores, su percepción es más globalizadora: dependientes de campo.
Las personas dependientes de campo tienden a percibir los estímulos de una forma global y tienen dificultad para diferenciarlos de los contextos en los que están incluidos, y las independientes de campo perciben los estímulos de forma analítica y son más capaces de discriminar las partes del todo.

#### Evaluación de la dependencia-independencia de campo
El grupo de Witkin y Colbs ha desarrollado dos enfoques para la evaluación de la DIC. El primero tiene como objetivo medir en el sujeto su capacidad para percibir la verticalidad. 
Dentro de este enfoque fueron desarrolladas varias pruebas de medida: 
- TRTC son los tests Inclinación de la Habitación/Inclinación de la Silla, que comprenden dos instrumentos. Por una parte, el RAT, (Test de Ajuste de la Habitación) en el que la habitación y la silla están inclinadas y el sujeto da instrucciones al examinador para que reoriente la habitación hasta que el sujeto perciba que está en una posición vertical, aunque la silla esté inclinada. En el BAT (Test de Ajuste del Cuerpo) la tarea del sujeto es reorientar la silla hasta que perciba que está en posición vertical, aunque la habitación esté inclinada.
- Otro instrumento es el RFT (Test de marco y varilla): en una habitación oscura, un marco iluminado con una varilla dentro de él también luminosa. La tarea del sujeto es reorientar la varilla en su posición vertical, aunque el marco este inclinado.

El supuesto de estos tests en el que se apoya la prueba es que los sujetos dependientes de campo tendrán más dificultad para estimar la posición vertical debido a su dificultad de sustraerse a la interferencia que produce el contexto.
El segundo enfoque consiste en evaluar la capacidad para identificar una figura sencilla insertada dentro de una figura más amplia y compleja.
- El EFT es el instrumento utilizado (Test de figuras ocultas), ideado por Witkin, diseñada para ser aplicada individualmente a sujetos a partir de los 10 años. Posteriormente, se amplió con nuevas versiones a niños menos de esa edad. Se le presenta al sujeto una figura y se le pide localizarla dentro de una figura más compleja de la que forma parte.
- CEFT, para niños de 5-10 años, también de aplicación individual, el GEFT, de aplicación colectiva en un rango amplio de edades, y el PEFT, para niños de 3-5 años.

El supuesto de estas pruebas es que en los dependientes de campo, la organización de todo el campo perceptual domina sobre la percepción de cada una de sus partes, con lo que tendrán dificultades para sustraerse de las interferencias del contexto y el tiempo necesario para localizar la figura será mayor. Los independientes de campo son capaces de sustraerse a la organización de campo, y consecuentemente son más capaces de analizar los detalles incluidos en éste.

### Implicaciones educativas
Las implicaciones educativas de este estilo cognitivo se refiere a dos aspectos principales:
1. Relaciones interpersonales: Las investigaciones muestran que los dependientes de campo tienen una mayor orientación social. Son cálidos y afectuosos, receptivos, hábiles y atentos con el trato con los demás. Los independientes de campo se conducen de una manera más autónoma con respecto a sus compañeros, son más individualistas y poco sensibles a las influencias sociales. Prefieren el trabajo individual, son desconsiderados, fríos y distantes con los demás. Tienen una gran iniciativa, son responsables y tienen confianza en sí mismos.
2. Preferencias y aptitudes intelectuales: Los dependientes y los independientes de campo se muestran más inclinados hacia aquellas materias que se adaptan mejor a sus características particulares. Los independientes de campo tienen mejor desempeño en las actividades científicas: tareas analíticas como física, matemáticas. Los dependientes de campo rinden más en materias de contenido interpersonal: ciencias sociales y humanidades.

La dependencia-independencia de campo varía en función de la edad, nivel de desarrollo y condiciones socioculturales y familiares. En términos generales, la proporción de niños y de adolescentes que son dependientes de campo es mayor que en los adultos. A medida que los niños crecen van haciendo incrementos progresivos hacia la independencia de campo hasta llegar a la adolescencia, donde los cambios son ya poco pronunciados, y hacia los 15 años se produce una estabilización que se extiende durante toda la vida adulta.
Hay estudios que sugieren que al llegar a la vejez se produce una tendencia para volver de nuevo hacia la dependencia de campo.
Se ha comprobado también la influencia de las interacciones de los padres con los hijos en el desarrollo de la dependencia-independencia de campo. Los padres de los niños dependientes de campo son más estrictos y dominantes que los padres de los niños independientes de campo, o lo que es lo mismo, conceden menos autonomía a sus hijos.
Carretero ha realizado estudios sobre esto y dice que cuando las madres conceden y favorecen la autonomía de sus hijos durante los primeros años, se desarrolla la independencia de campo. Cuando tienen a sobreprotegerlos, frena la autonomía y les acostumbran a aceptar las normas sociales, desarrollándose la dependencia de campo. Las madres de los niños que son dependientes de campo son más arbitrarias e impulsivas, lo que impide el establecimiento de criterios coherentes y estables que guíen la conducta infantil. Se ha encontrado cierta relación entra la dependencia del campo y la escasa confianza de las madres en sí mismas. Tienden a ser más independientes los niños que las niñas a partir de los 8 años.
Reflexividad-impulsividad: Este estilo cognitivo fue identificado por Kagan y Colbs: observaron que algunos sujetos cuando se tienen que decidir entre dar una respuesta con dos o más respuestas alternativas, piensan un tiempo antes de dar la respuesta, mientras que otros tienden a darla inmediatamente. Esto llevó a Kagan a idear un test, el Matching Familiar Figures para medir el tiempo que los sujetos tardan en responder a una situación dada, para la que caben distintas respuestas, teniendo en cuenta también el número de errores cometidos.
Fueron los resultados obtenidos lo que le llevaron a proponer un nuevo estilo:
4.- Tempo conceptual: Referido a la velocidad cognitiva con que un sujeto decide una respuesta cuando son posibles dos o más alternativas y al número de errores que se producen en la respuesta. A los sujetos que responden con rapidez tras examinar brevemente las posibles alternativas de un problema incluso sin llegar a examinarlas prestando poca atención a su propiedad y validez y que al mismo tiempo cometen muchos errores los llamó impulsivos. A los sujetos que piensan antes de responder, examinando y comparando con cuidado las distintas alternativas y que cometen pocos errores los llamó reflexivos. Esta tendencia a responder con rapidez o más reflexivamente se manifiesta en todas las tareas que se caracterizan por la incertidumbre de respuesta. La primera conceptualización de este estilo cognitivo se hizo en función de los tiempos de respuesta.
Dado que la actuación impulsiva va más asociada a la elección de la respuesta incorrecta, la consideración de los errores fue ganando terreno. Un tiempo largo de respuesta no es siempre indicativo de una actitud reflexiva, pues un niño puede demorar su respuesta porque no sabe qué hacer o simplemente porque es tímido. En este caso, el tiempo de respuesta será largo, pero también cometerá errores. Ni tampoco el menor o mayor número de errores es indicativo de reflexividad-impulsividad, pues algunos niños son capaces de hacer uso de estrategias que les permiten realizar las tareas con rapidez y con acierto. La inicial diferenciación de reflexivos e impulsivos se completó pues con la de sujetos rápidos exactos y lentos-inexactos, lo que da lugar a cuatro grupos.
Evaluación de la reflexividad–impulsividad: Kagan, para medir el tiempo de respuesta teniendo en cuenta también los errores, ideó el Test Matching Familiar Figures (MFF) (emparejamiento de figuras familiares) en el que la tarea del sujeto consiste en seleccionar la figura que es igual al modelo que se le propone entre varias alternativas posibles. Consta de unas láminas en las que se presenta una figura familiar (casa, teléfono...) y junto a ellas otras seis
de las cuales una es igual al modelo y las otras contienen ligeras variaciones. El tiempo que tarda en dar la respuesta y la corrección de la misma constituyen las medidas para determinar la reflexividad–impulsividad. Hay versiones para diferentes edades: infantil, escolar y adolescentes y adultos, pero la edad idónea de 6 a 12 años. Como carece de baremos, la asignación de un niño como reflexivo o impulsivo se hace en función de la media tras aplicarla al grupo. El niño será reflexivo si la latencia está por encima de la media y el número de errores por debajo de la media. Será impulsivo si la latencia está por debajo de la media y el número de errores por encima de la media. Pero esta asignación en función
de la media tiene sus peligros si no se considera la situación de cada alumno dentro del grupo. Por otra parte, un alumno puede ser considerado reflexivo en función de las puntuaciones obtenidas por su grupo y como impulsivo si se toma como referencia otro grupo semejante. Salkind elaboró una serie de baremos para edades comprendidas entres 5/12 años con los que se intentó obviar este problema. 
Kogan afirma que la dimensión reflexividad-impulsividad es la que tiene repercusiones más directas en el proceso educativo. Diferentes estudios ponen de manifiesto que los alumnos reflexivos son capaces de mantener su atención en las tareas escolares, mientras que los impulsivos tienen dificultades. Esto da lugar a que los reflexivos tengan mejor funcionamiento cognitivo y obtienen resultados más elevados en sus aprendizajes intelectuales. Rinden más en las tareas de recuerdo, de lectura y de razonamiento. 
Kagan encontró que los errores de lectura se relacionan con una disposición a la impulsividad, y que los alumnos impulsivos cometen más errores en una tarea que consistía en recordar series de palabras familiares, Según Kagan y Kogan los alumnos reflexivos cometen menos errores que los impulsivos cuando tienen que recordar algo, al leer y en la resolución de problemas. En esta última actividad los impulsivos son menos eficaces por ser muy rápidos en las fases de generación de hipótesis y de evaluación. Esto puede ser debido no tanto al tiempo que invierten en solucionar una tarea con incertidumbre de respuesta como al modo de enfrentarse a las tareas.
Drake a través del análisis de los movimientos oculares encontró que los reflexivos dedican más tiempo a analizar el modelo, a hacer más comparaciones y a comprobar mayor número de alternativas.
Lo que está claro es que ningún estilo es mejor en todas las tareas. Hay materias cuyo aprendizaje se ve favorecido por una actitud analítica, reflexiva, como las matemáticas, la física y todas aquellas que tienen una estructura deductiva, caracterizada por el pensamiento convergente.
Otras materias como las humanidades pueden verse obstaculizadas por una actitud extremadamente reflexiva porque necesitan procesarse globalmente. Pensamiento divergente. De todas formas en términos generales el estilo reflexivo es el más indicado para el aprendizaje escolar y para un rendimiento más satisfactorio. Por un lado, porque los impulsivos en cualquier situación de aprendizaje tienen dificultades para concentrar atención y se distraen con facilidad, y por otro porque los currículos escolares siguen favoreciendo a los alumnos reflexivos. 
Un punto de reflexión de este estilo cognitivo ha sido el estudio de los determinantes de la reflexividad-impulsividad. Kagan señala tres posibles causas de su origen, que pueden ser consideradas complementarias: predisposición constitucional, grado de implicación en la tarea y ansiedad de rendimiento. Según la predisposición constitucional, algún daño cerebral durante o después del nacimiento podría predisponer a la impulsividad y a la hiperactividad, lo que conlleva dificultades en centrar la atención en los elementos de una situación y en el análisis de los componentes de un problema, sobre todo cuando exige una atención prolongada. 
Según la hipótesis de la implicación en la tarea, los alumnos preocupados por sus tareas y que tienen un elevado nivel de expectativas serán más
reflexivos que los alumnos que no están interesados en la tarea.
Y la hipótesis de la ansiedad de rendimiento sugiere que la mayoría de los alumnos impulsivos tienden a ejecutar rápidamente sus tareas porque piensa que una demora en su respuesta puede ser interpretada por el profesor como ignorancia o falta de capacidad y porque no toleran bien un periodo de reflexión antes de emitir su respuesta.
Sin embargo los
alumnos confiados toleran bien un periodo de reflexión antes de emitir la respuesta. Pero después modificó esta hipótesis, afirmando que la ansiedad se produce tanto en los alumnos impulsivos como en los reflexivos. En los impulsivos surge por asociar la lentitud con la incompetencia, y consecuentemente optan por responder
rápidamente aunque con ello aumente la posibilidad de equivocarse. En los reflexivos surge por asociar los errores con la incompetencia, y por lo tanto optan por la estrategia de examinar todas las alternativas posibles antes de decidir una respuesta. También hay que contar con la influencia que puede tener el modelamiento y la interacción familiar y escolar. En un estudio se encontró que los alumnos impulsivos que estuvieron con un profesor reflexivo se volvieron más reflexivos.

### Estilos cognitivos, estilos intelectuales y estilos de aprendizaje
Una concepción semejante a la de los estilos cognitivos en la de los estilos intelectuales de Sternberg (1985). Para Sternberg los estilos intelectuales son formas de autogobierno mental referidos no a los niveles de inteligencia o de capacidad, sino a cómo se emplea esa capacidad. Las distintas maneras de emplear la inteligencia son caracterizadas por Sternberg estableciendo una analogía con las funciones principales de los gobiernos, que son tres: legislativa, ejecutiva y judicial. 
- A las personas con un estilo legislativo les gusta crear sus propias reglas, hacer las cosas a su manera y prefieren problemas que no están preestructurados, les gusta construir la estructura de los contenidos, prefieren los tipos de actividades que aplican legislación, como escritor, científico, artista, escultor o arquitecto.
- Las personas con estilo ejecutivo prefieren seguir reglas ya establecidas, trabajar con problemas estructurados y se interesan por actividades definidas, como resolver problemas, dar charlas: abogado, policía, ingeniero, constructor o cirujano.
- Las personas con estilo judicial prefieren evaluar las reglas y los procedimientos, les gustan los problemas en los que tienen que evaluar las ideas y las cosas implicadas en ellos, les gusta juzgar las estructuras y los contenidos ya existentes, y prefieren actividades que requieren hacer uso de la valoración y de la crítica y dar opiniones sobre las cosas, juzgar a las personas y sus trabajos: juez, crítico, evaluador de programas, analista de sistemas o consultor.

Cada uno de esos tres estilos de autogobierno mental son además caracterizados por Sternberg con otros cuatro aspectos: formas (monárquica, jerárquica, oligárquica o anárquica), niveles (global o local), ámbito (interno o externo) y tendencias (conservadora o progresista). En nuestro sistema educativo y dentro de nuestra tradición escolar, los profesores prefieren y se sienten más cómodos cuando los alumnos presentan un estilo ejecutivo, inclinados a seguir reglas, y aunque actualmente se insiste en desarrollar el pensamiento creativo, muy pocas veces se valoran ideas originales o inusuales en el aula o en la familia.
En los últimos años se va abriendo paso la expresión estilos de aprendizaje para designar las necesidades, preferencias y modos de trabajar de los alumnos cuando se enfrentan a las tareas de aprendizaje. Los estilos de aprendizaje, dentro de los que se englobaron los estilos cognitivos, tienen un carácter más general, están más orientados a la acción y presentan mayores implicaciones educativas y de entrenamiento.
Los estilos de aprendizaje harían referencia a las diferencias que se presentan en los individuos en el modo de afrontar sus tareas de
aprendizaje.
Dunn y Dunn caracterizaron 36 estilos de aprendizaje diferentes que surgen en función de cuatro aspectos principales implicados en el aprendizaje de los alumnos: el ambiente, las condiciones emocionales, sus preferencias sociales y sus necesidades físicas. Es demasiado complejo. Marton, Hounsell y Entwistle, a partir de la forma en que los estudiantes realizaban los aprendizajes y el grado de comprensión alcanzado, llegaron a distinguir dos estilos de aprendizaje.
El primero es el estilo profundo, da un nivel de procesamiento profundo: la intención del estudiante es comprender el significado del texto, lo que el autor intenta transmitir. Dicha intención conduce a centrar la atención en el texto como un todo y a una interacción con su contenido, relacionándolo con conocimientos previos, con otros temas o con la propia experiencia personal. El segundo es el estilo superficial, se da un nivel de procesamiento superficial: la intención del estudiante se limita a cumplir los requisitos de la tarea, que es considerada como una imposición externa, y a la búsqueda de los puntos o de las partes que pueden ser objeto de preguntas o de examen. Memoriza de manera repetitiva. 
Estos estilos de aprendizaje coinciden con los niveles de procesamiento de Craick y Lockhart. Para ellos lo que determina la persistencia del aprendizaje es la profundidad de la elaboración de la información, y ésta depende de la intención del sujeto cuando se enfrenta a una tarea de aprendizaje.
Entwistle (1991), añade un tercer estilo, el estilo estratégico: la intención del alumno es obtener las mejores calificaciones posibles, por lo que centra su atención en predecir las preguntas y distribuye su esfuerzo para obtener los mejores resultados. Estos estilos no se presentan puros, ni tampoco el alumno presenta el mismo estilo en todas las circunstancias: existen diferencias de una asignatura a otra.
Un factor clave para el estilo que adopta el alumno es su motivación y sus intereses.